# Adozione internazionale
L'adozione internazionale è l'adozione di un minore il cui stato di abbandono (e di adottabilità) sia stato dichiarato dalle competenti autorità di un Paese estero. La procedura di adozione avviene, almeno in parte, davanti alle autorità del Paese stesso.
È regolamentata dalla Legge 4 maggio 1983, n.184, successivamente modificata dalla Legge 31 dicembre 1998, n. 476, che ha autorizzato il Presidente della Repubblica a ratificare la Convenzione per la tutela dei minori e la cooperazione in materia di adozione internazionale del 29 maggio 1993 (Convenzione dell'Aia), e ha costituito presso la Presidenza del Consiglio dei Ministri la Commissione per le Adozioni Internazionali (CAI). Inoltre, tra le normative di riferimento, ci sono quelle anche del Paese di provenienza del bambino ed eventuali convenzioni specifiche in materia tra i due Paesi.
A causa del numero esiguo di minori adottabili in Italia rispetto alle domande di adozione, l'adozione internazionale è in costante aumento. Le autorizzazioni concesse all'ingresso di minori stranieri, corrispondente alla fase conclusiva dell'adozione internazionale, sono passate, dalle 1.797 del 2001, alle 4.130 del 2010., con un lieve calo nell'anno 2011, dove si sono fermate a 4.022.

## Procedura per intraprendere l'adozione internazionale secondo la legislazione italiana
La procedura è composta da una prima fase da svolgersi in Italia, nella quale viene decretata l'idoneità della coppia, la quale darà mandato ad un Ente autorizzato a seguire la procedura all'estero. Dopodiché avviene la fase fino all'abbinamento, curata dall'Ente. Infine la coppia si recherà nel Paese ad incontrare il minore o i minori che gli sono stati abbinati, per poi concludere la procedura con il rientro in Italia della nuova famiglia completa.

### Dichiarazione di disponibilità all'adozione
La procedura inizia con la dichiarazione di disponibilità all'adozione presentata dai coniugi al Tribunale per i Minorenni (diversamente dall'adozione nazionale dove i coniugi presentano una domanda di adozione). In alcune regioni alla coppia è richiesto di partecipare a dei percorsi di informazione ed orientamento prima di presentare la propria disponibilità all'adozione.

### Indagini per la valutazione dell'idoneità dei coniugi
Come per l'Adozione Nazionale, anche per l'Internazionale, il tribunale, per poter valutare l'idoneità dei coniugi ad adottare un minore, dispone una indagine di natura psicosociale, affidandole ai servizi sociali, altre indirizzate alle autorità di pubblica sicurezza, e infine una serie di indagini di natura sanitaria, di solito realizzate dai dipartimenti di Medicina Legale di Salute Mentale.
La domanda potrà essere valutata solo quando tutte e tre le relazioni saranno pervenute al Tribunale per i Minorenni

#### Relazione psicosociale
I servizi sociali presenti sul territorio, collaborano con il tribunale, a cui devono fornire elementi utili, nella forma di una serie di relazioni, atti alla valutazione dei coniugi, valutazione che spetta comunque al Tribunale (Non è infrequente il caso di valutazioni difformi dei Tribunali rispetto alle conclusioni dei rapporti prodotti dai servizi sociali). I servizi sociali, generalmente, si avvalgono di equipe di assistenti sociali e psicologi, che raccolgono elementi utili a valutare l'eventuale idoneità a educare ed istruire e di mantenere un minore o più minori, a seconda della disponibilità dei coniugi.  Al termine dell'istruttoria, i servizi sociali territoriali raccoglieranno tutti gli elementi utili e redigeranno una relazione che verrà inviata al Tribunale per i minorenni che li ha attivati. Questa serie di accertamenti a carico dei servizi sociali territoriali dovrebbero durare al massimo 4 mesi, dall'invio della documentazione da parte del Tribunale per i minorenni.

#### Relazione della pubblica sicurezza
Anche gli organi di pubblica sicurezza, competenti nella zona di residenza dei coniugi aspiranti, effettueranno ricerche sui coniugi, inviandola al Tribunale competente per la valutazione dell'idoneità dei coniugi.

#### Relazione sanitaria
Infine sono disposte anche una serie di indagini di natura sanitaria, di solito realizzate dai dipartimenti di Medicina Legale di Salute Mentale.

### Decreto di idoneità
Il collegio dei giudici togati del Tribunale per i minorenni che ha valutato l'idoneità della coppia, rilascia un decreto di idoneità o, nel caso di inidoneità, un decreto attestante l'insussistenza dei requisiti all'adozione. Il decreto di idoneità potrebbe contenere, nell'interesse del minore, anche indicazioni utili a completare il quadro delle caratteristiche della coppia. Nella pratica, alcuni tribunali aggiungono alcune specifiche restrittive relative al numero massimo di minori adottabili, all'età e altre eventuali caratteristiche.

### Ricerca dell'ente autorizzato
La Legge 31 dicembre 1998, n. 476 prevede che entro un anno dall'emissione del decreto, la coppia dia mandato ad un Ente autorizzato dalla Commissione per le adozioni internazionali per procedere verso l'adozione in un determinato Paese straniero. L'Ente si occuperà di svolgere la pratica all'estero ed in Italia fino all'avvenuta adozione e, nel caso sia necessario, si occuperà anche del disbrigo di adempimenti post-adottive eventualmente richiesti dal Paese di origine del minore.
Ogni Ente ha l'autorizzazione ad operare in alcuni specifici Paesi. In alcuni Paesi, perché l'Ente italiano possa operare, è necessario un accreditamento ulteriore da parte del Paese stesso senza il quale l'operatività dell'Ente in quel territorio rimane solo potenziale.

### Abbinamento tra la coppia ed il minore
Consiste nell'operazione di indicare, fra le coppie o famiglie disponibili ad accogliere un minore, quella più idonea secondo criteri di affinità (generalmente in base all'età, al vissuto del minore e alla presenza e all'entità di eventuali patologie).
Di norma, è effettuato dalle autorità del Paese. Tuttavia, visto che in alcuni Paesi che non hanno aderito alla Convenzione dell'Aja non è previsto l'abbinamento da parte dell'autorità, questo viene effettuata dall'ente italiano che cura la procedura.
Avviene quindi con criteri e modalità diverse a seconda del Paese, ma deve comunque avvenire prima della partenza della coppia. A seguito dell'abbinamento l'Ente autorizzato riceve dati inerenti al minore. A seconda del Paese e dei dati a disposizione si può trattare di dettagliate relazioni mediche, psicologiche, generali riguardanti le abitudini dell'adottato oppure, nella maggioranza dei casi, di una scheda piuttosto scarna.

### Incontro
Questo momento è probabilmente il più delicato ed importante. La coppia, assieme ad eventuali altri figli, si reca nel Paese ad incontrare il minore. In questo periodo vengono svolte le pratiche per avviare alla conclusione l'adozione per quello che riguarda il Paese di origine dell'adottato. Chiaramente le procedure e, di conseguenza, i tempi variano a seconda della legislazione del Paese. In alcuni Paesi, come avviene di norma nell'Europa orientale, oltre al viaggio dell'incontro con il bambino, per ultimare la pratica, gli adottandi dovranno effettuare uno o due altri viaggi che variano, generalmente, da 1 a 3 settimane ognuno. In altri paesi (ad esempio in alcuni Paesi dell’America Latina) viene effettuato un unico viaggio di circa 40-45 giorni.
Se la procedura si svolge con esito positivo, la Commissione per le adozioni internazionali autorizza l'ingresso e la permanenza del minore adottato in Italia, previa verifica di conformità dell'adozione con le disposizioni della Convenzione de L'Aja.
Dopodiché la coppia deve provvedere, sempre con l'ausilio dell'Ente, a predisporre la documentazione atta all'uscita dal Paese del minore (generalmente con rilascio del passaporto) e all'entrata e alla permanenza in Italia (visto di ingresso rilasciato dal Consolato italiano).

### Disbrighi burocratici dopo l'arrivo in Italia con l'adottato
Appena rientrati in Italia con il minore adottato, i nuovi genitori dovranno svolgere una serie di adempimenti burocratici atti a far sì che il minore possa rimanere nel territorio italiano fino a quando l'adozione non sia riconosciuta o completata (nel caso di adozione non piena). Questi adempimenti andranno di pari passo con le altre procedure di post-adozione.
In particolare i genitori adottivi dovranno:
- rivolgersi alla polizia di frontiera con i documenti necessari all'ingresso in Italia (visto italiano e passaporto), unitamente a quelli relativi alla sentenza di adozione
- presentare domanda al Tribunale dei Minori per richiedere il riconoscimento della sentenza emessa all'estero da parte del tribunale italiano
- recarsi all'anagrafe del Comune di residenza per la registrazione del minore.

Il 7 marzo 2007 è stata registrata la Direttiva firmata il 21 febbraio 2007 dai Ministri dell'Interno, Giuliano Amato e da quello delle Politiche per la Famiglia, Rosy Bindi, grazie alla quale non è più richiesto il permesso di soggiorno per il minore straniero adottato o affidato a scopo di adozione. Precedentemente andava richiesto tassativamente entro 8 giorni dall'arrivo in Italia.
Rimangono in essere gli altri adempimenti da svolgere anche nel caso di adozione nazionale e di nascita di un figlio (iscrizione al Servizio Sanitario Nazionale, richiedere il codice fiscale e altri).

### Post-adozione
L'adozione, per la maggior parte dei Paesi, è considerata piena, cioè già completamente definita all'estero. Gli altri Paesi (tra i quali: India, Thailandia, Filippine e Slovacchia) assumono provvedimenti di tutela riconosciuti in Italia come affidi preadottivi. In questi casi l'adozione deve perfezionarsi in Italia e sarà dichiarata dal Tribunale per i minorenni solo dopo relazione finale del servizio socio-sanitario di riferimento nella quale viene rilevato l'inserimento del bambino a livello familiare e sociale.
Anche nel caso l'adozione sia già conclusa, i Tribunali per i Minorenni richiedono ai servizi territoriali di vigilare e di assistere, per un periodo di tempo determinato, la nuova famiglia incontrandola ad intervalli regolari.
Inoltre, molti Paesi chiedono un impegno formale della coppia ad inviare, a cadenza prefissata, relazioni riguardanti il minore con particolare attenzione all'integrazione nella nuova famiglia. La modalità e la frequenza dipende dalla normativa del Paese.

## Statistiche italiane
Secondo il già citato Rapporto sui fascicoli 2010 della Commissione per le Adozioni Internazionali, nel 2010 sono entrati in Italia 4130 minori ed è stata superata per la prima volta la soglia dei 4000 bambini. Sono stati adottati più maschi che femmine (da notare il cambio di tendenza della Cina, dove sono stati adottati 90 maschi contro 26 femmine, età media 3,9 anni) e il paese da dove sono arrivate più femmine che maschi è l'India (72 contro 51, età media 5,2).
L'età media generale è di 6 anni però l'età per paese più alta è in Bielorussia (14,7 anni all'ingresso in Italia) e più bassa in Mali e Vietnam (1,5 e 1,3 anni).
Il primo paese di provenienza è la Federazione Russa (707), seguita da: Colombia (592), Ucraina (426), Brasile (318), Etiopia (274) e Vietnam (251).
I minori con "bisogni particolari" (disabilità lievi o reversibili) sono 537, "particolari" (patologie gravi o insanabili) 80 e particolari + speciali 22, per un totale di 639 su 4130. La maggior parte provengono da: Federazione Russa, Ucraina, Colombia, Bulgaria, Bielorussia, Lituania e Polonia.

## Statistiche francesi
Secondo il Numéro spécial des statistiques 2010, la Francia ha realizzato, nel 2010, un totale di 3504 adozioni internazionali, contro 3017 nel 2009, corrispondente ad un aumento del 14%.
1069 bambini sono arrivati in Francia (2014), come parte di una adozione internazionale, con un decremento del 20% rispetto al 2013 (1343 bambini).
Con 129 adozioni, il Vietnam è diventato il primo paese di arrivo dei bambini. 112 di questi bambini sono portatori di una malattia.
Il secondo paese (11% delle adozioni) è la Russia (121), seguita da Cina, Tailandia e Colombia.
Per la Francia, l'Autorità centrale per l'adozione internazionale, prevista dalla Convenzione dell'Aja, è un servizio del Ministero degli Affari Esteri ed Europei denominato Service de l'Adoption internationale. Composto da uno staff di 22 persone, è diretto da Jean-Paul Monchau, Ambasciatore incaricato dell'adozione internazionale, nominato dal Presidente della Repubblica francese nel giugno 2008. Il SAI pubblica bimestralmente anche una newsletter informativa.